# Юлія Фішер
Юлія Фішер (нім. Julia Fischer; нар. 15 червня 1983, Мюнхен) — німецька скрипалька та піаністка.

## Біографія
Мати Юлії, Вієра Фішер (до шлюбу Кренкова), також була піаністкою. Вона належала до німецької меншини в Словаччині та емігрувала до ФРН 1972 року. Батько, Франк-Міхаель Фішер, був математиком. У тому ж році він також переїхав до ФРН з НДР.
Юлія Фішер народилася 15 червня 1983 року в Мюнхені. Почалала вчитися грі на скрипці в чотирирічному віці у Гельги Телен. Трохи згодом взялася опановувати піаніно з допомогою матері та Ансгара Янке. Через два роки продовжила музичну освіту в Консерваторії імені Леопольда Моцарта в Аугсбурзі. Викладачкою гри на скрипці у Юлії там була Лідія Домбровська. У 8 років дала перший концерт у супроводі симфонічного оркестру. У 9 років вступила до Музичної академії Мюнхена (клас професорки Анни Чумаченко). Поряд з музичною освітою в 2002 році Юлія Фішер закінчила гімназію в Гаутінгу під Мюнхеном.
З жовтня 2006 року Фішер стала професоркою Музичної академії Франкфурта-на-Майні. Вона була наймолодшою професоркою в історії німецької вищої школи. У жовтні 2011 року Фішер одержала посаду професорки Музичної академії Мюнхена.
Мешкає з чоловіком та двома дітьми в Гаутінгу під Мюнхеном.

## Творча діяльність
Юлія Фішер стала лауреаткою конкурсу скрипалів імені Менухіна за 1995 рік та переможницею Євробачення Юних Музикантів в Лісабоні в 1996 р. Відтоді почалася її концертна кар'єра. Міжнародну концертну діяльність почала з 1998 року. Фішер працювала з такими диригентами, як Герберт Бломстедт, Ашер Фіш, Рафаель Фрюбек де Бургос, Рубен Газарян, Бернард Клі, Якоб Крайцберг, Еммануель Кривін, сер Невіл Маррінер, Юн Маркл, Ієгуді Менухін, Юкка-Пекка Сарасте, Джузеппе Сінополі, Джеффрі Тейт, Юрій Темірканов, Майкл Тілсон Томас, Бруно Вайль, Сімоне Молоді та Девід Цінман.
Працювала з багатьма оркестрами світового рівня. Зоркема з Нью-Йоркським філармонічним оркестром, з яким 2003 року під диригуванням Лорін Маазель Фішер дебютувала з концертом для скрипки Сібеліуса. Серед інших оркестрів варто згадати Філадельфійський оркестр, Бостонський, Балтиморський та Сієтлський симфонічні оркестри, Віденський симфонічний оркестр, Академічний симфонічний оркестр Санкт-Петербурзької філармонії, Національний симфонічний оркестр RAI, Російський національний оркестр, Симфонічний оркестр Берлінського радіо, Молода німецька філармонія, Саксонська державна капела Дрездена, Національна академія Санта-Чечілія в Римі та Мюнхенський філармонічний оркестр.
У новорічному концерті 2008 року в Франкфурті дебютувала як піаністка, виконавши концерт Гріга.
Щорічно вона дає від 70 до 80 концертів з 50 програмами. Репертуар Фішер охоплює більше 40 творів у супроводі оркестру та близько 60 творів камерної музики.
Запис концертів Баха у виконанні Юлії Фішер став комерційно найуспішнішим дебютом в історії iTunes.

## Репертуар
Бах, Вівальді, Моцарт, Мендельсон, Брамс, Шуберт,  Дворжак, Сен-Санс, Чайковський, Глазунов, Прокоф'єв, Хачатурян, Паганіні, Едвард Гріг, Ернест Шосон, Отторіно Респіґі, Йозеф Сук, Ральф Воан-Вільямс, Пабло Сарасате.

## Інструменти
У минулому Юлія Фішер грала на одній зі скрипок Джузеппе Гварнері, виготовленій 1728 року. Цю скрипку виконавиця одержала в тімчасове користування від фундації Blue de Brasil. Вона також грала на скрипці Антоніо Страдіварі, виготовленій 1712 року та наданій їй в користування Японською музичною фундацією. Станом на лютий 2014 року грала на скрипці Джовані Батісти Гваданіні, виготовленій 1742 року, а також на скрипці Андреа Августина (2011).

## Визнання
Премія ECHO Klassik (2005), премія Diapason d'Or (2005), Бетховенське кільце (Бонн) (2005), премія Музичного журналу Бі-Бі-Сі (2006), премія Diapason d'Or (2006), премія ECHO Klassik (2007), премія фірми Грамофон (2007).